# Markus Hümpfer

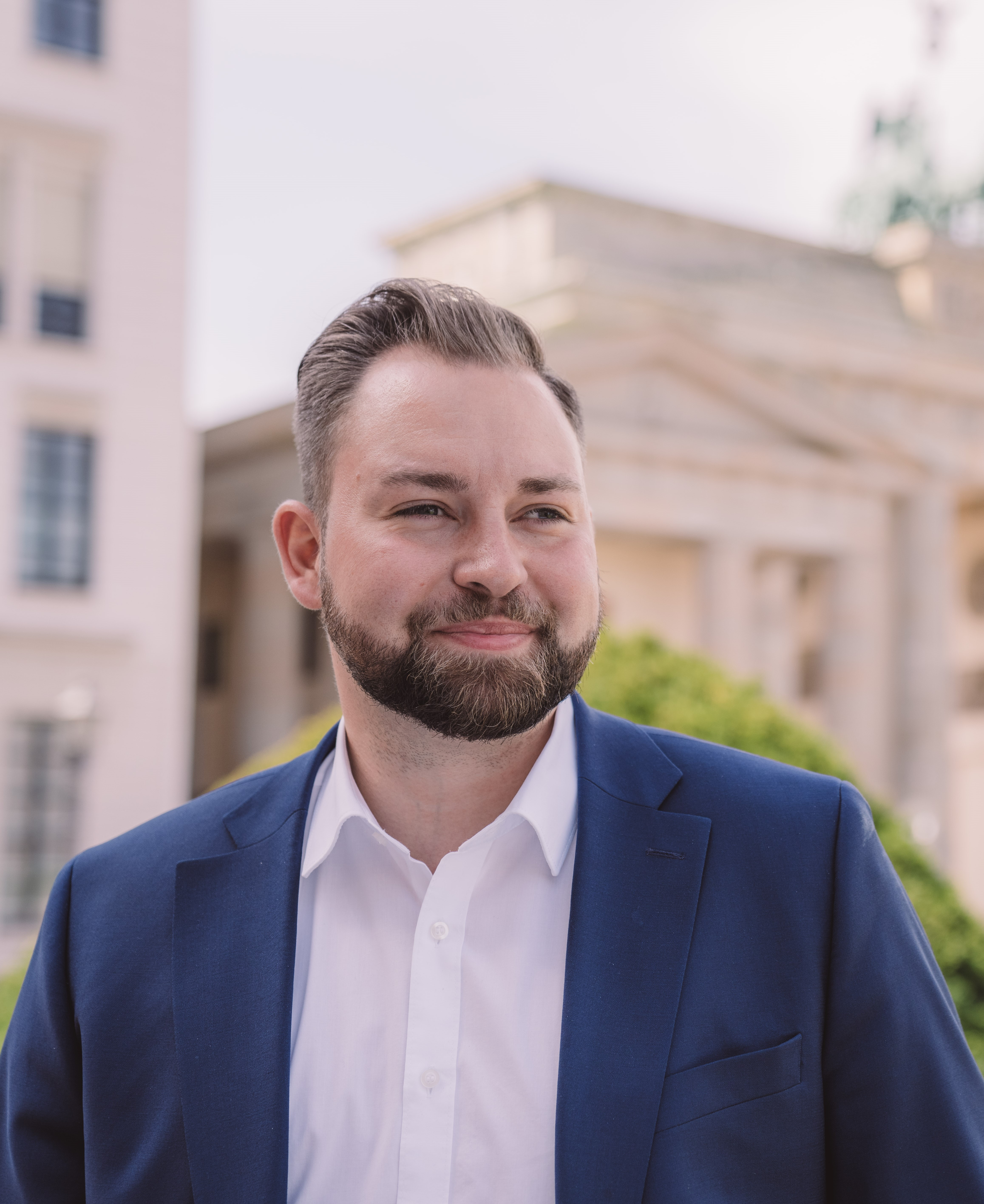
Markus Hümpfer (2022)

Markus Hümpfer (* 17. März 1992 in Schweinfurt) ist ein deutscher Politiker (SPD) und war von 2021 bis 2025 Mitglied des Deutschen Bundestages.

## Ausbildung und Beruf
Markus Hümpfer schloss 2008 seinen Mittleren Schulabschluss an der Maintalblick-Volksschule in Schonungen ab. Anschließend absolvierte er von 2008 bis 2011 eine Ausbildung zum Industriemechaniker bei der ZF Friedrichshafen AG in Schweinfurt, wo er danach bis 2012 als Maschinenbediener in der Stanzerei tätig war. Von 2012 bis 2014 erlangte er die Fachhochschulreife an der Friedrich-Fischer-Schule in Schweinfurt. Danach begann er ein Studium der Elektrotechnik an der Hochschule für angewandte Wissenschaften Würzburg-Schweinfurt. 2016 wechselte er in den Studiengang Wirtschaftsingenieurwesen und erwarb 2021 einen Bachelor of Engineering.
Bis zu seinem Einzug in den Deutschen Bundestag war Hümpfer als Business Development Manager bei der ENERGU GmbH in Bad Neustadt an der Saale tätig.

## Politische Tätigkeiten
Mit 18 Jahren trat Markus Hümpfer in die SPD ein. Seitdem engagiert er sich aktiv in der Parteiarbeit. 2012 wurde er als Nachfolger von Stefan Rottmann Vorsitzender der SPD Schonungen. Bereits 2014 wurde er in den Gemeinderat von Schonungen gewählt, wo er von 2018 bis zu seinem Einzug in den Bundestag auch als Fraktionsvorsitzender der SPD fungiert hat. Im selben Jahr übernahm er den Vorsitz des SPD-Unterbezirks Schweinfurt-Kitzingen. Seit 2019 ist er zudem stellvertretender Vorsitzender der UnterfrankenSPD und gehört seit 2020 dem Kreistag des Landkreises Schweinfurt an.
Bei der Bundestagswahl 2017 kandidierte Hümpfer erstmals im Wahlkreis Schweinfurt und auf Platz 31 der Landesliste der BayernSPD. Trotz eines engagierten Wahlkampfs verpasste er den Einzug in den 19. Deutschen Bundestag. Vier Jahre später, bei der Bundestagswahl 2021, erreichte er mit 18,6 % der Erststimmen den zweiten Platz hinter der CSU-Kandidatin Anja Weisgerber, die 40,9 % der Stimmen erzielte. Über Platz 21 der Landesliste der BayernSPD gelang ihm jedoch der Einzug in den 20. Deutschen Bundestag.

## Arbeit im Deutschen Bundestag
Hümpfer ist ordentliches Mitglied im Ausschuss für Klimaschutz und Energie und dort für die SPD-Bundestagsfraktion Berichterstatter für Netzausbau und -regulierung, Strommarktdesign, Bioenergie, Kraft-Wärme-Kopplung, gesicherte Leistung, konventionelle Kraftwerke und Ladeinfrastruktur. Darüber hinaus ist er als stellvertretendes Mitglied im Ausschuss für Ernährung und Landwirtschaft sowie im Ausschuss für Wohnen, Stadtentwicklung, Bauwesen und Kommunen tätig.
Er ist Mitglied der Plattform Klimaneutrales Stromsystem, die sich mit dem Strommarktdesign der Zukunft beschäftigt. Frühzeitig hat er sich für die Einführung eines hybriden Kapazitätsmarktes ausgesprochen. Der SPD Abgeordnete vertritt die Meinung, dass ein hybrider Mechanismus die Nachteile von reinen dezentralen oder zentralen Kapazitätsmärkten ausgleicht und dadurch das beste Modell für Deutschland darstellt. Er unterstützt deshalb den Vorschlag eines kombinierten Kapazitätsmechanismus des Bundesministeriums für Wirtschaft und Klimaschutz.
Um die Zeit bis zur Einführung eines neuen Strommarktdesigns überbrücken zu können, braucht es laut Hümpfer die Kraftwerksstrategie der Bundesregierung. In Medien äußerte er, dass die erstmalig Vorgeschlagenen 60 Mrd. Euro zur Finanzierung zu teuer seien. Nachdem die Haushaltssituation ohnehin angespannt ist, muss die Finanzierung über eine Umlage oder die Stromrechnung getragen werden. Bei einer weiteren Verzögerung der Kraftwerksstrategie sieht er den Kohleausstieg in Gefahr und damit auch die Erreichung der deutschen Klimaziele. Er gilt als Verfechter von Systemdienlichkeit.
In der Debatte um den Erdkabelvorrang sprach er sich für dessen Streichung aus. Stattdessen präferiert Hümpfer den Bau von deutlich günstigeren Freileitungen. Das Einsparpotential wird auf rund 20 Mrd. Euro geschätzt. Damit würde auch der Anstieg der Netzentgelte verringert.
Markus Hümpfer ist Verfechter von Biogasanlagen und kämpft um deren Zukunft. Für ihn hat Bioenergie im Energiemix der Zukunft einen hohen Stellenwert, weil sie die fluktuierende Erzeugung aus Photovoltaik und Windkraft ausgleichen kann. Gleichzeitig präferiert er den vermehrten Einsatz von Abfalls- und Reststoffen. Dänemark sieht er im Bereich der Bioenergie als Vorbild für Deutschland.
Hümpfer gilt als Gegner der Kernenergie und macht dies immer wieder in seinen Parlamentsreden deutlich.
Im Januar 2023 kandidierte Markus Hümpfer für das Amt des Sprechers der Arbeitsgruppe Klimaschutz und Energie der SPD-Bundestagsfraktion. In dieser internen Wahl trat er gegen Dr. Nina Scheer an, gegen die er unterlag.

## Mitgliedschaften
Markus Hümpfer ist seit 2004 Mitglied der Freiwilligen Feuerwehr Forst, wo er als Gruppenführer und Vorstandsmitglied tätig ist. Im Jahr 2008 trat er der IG Metall bei.
Seit 2016 engagiert er sich bei der Arbeiterwohlfahrt (AWO) und ist Mitglied des Fördervereins der Akademie Frankenwarte in Würzburg. Hümpfer ist zudem Mitglied der Europa-Union Deutschland, die sich für ein föderales Europa und den europäischen Einigungsprozess einsetzt.
Seit September 2022 ist Markus Hümpfer Mitglied im politischen Beirat des SPD Wirtschaftsforums.
Im Dezember 2023 wurde er zum Vorsitzenden der Gesellschaft für politische Bildung e.V. gewählt, dem Trägerverein der Akademie Frankenwarte.
Bundesnetzagentur
Seit 2023 ist er Mitglied des Beirats der Bundesnetzagentur für Elektrizität, Gas, Telekommunikation, Post und Eisenbahnen.

## Privates
Nach eigenen Angaben ist Hümpfer ledig.